# Eugenia Ciarkowska
Eugenia Maria Ciarkowska (nazwisko panieńskie Rusin, ur. 22 marca 1933 w Gdyni, zm. 15 października 1995 w Sopocie) – polska lekkoatletka, specjalistka pchnięcia kulą.

## Kariera
Wystąpiła na igrzyskach olimpijskich w Rzymie w 1960, gdzie zajęła 11. miejsce.
Sześć razy zdobywała tytuł mistrzyni Polski: w 1955, 1959, 1960, 1965, 1966 i 1967, a czterokrotnie była wicemistrzynią: w 1956, 1957, 1958 i 1961. Była również halową mistrzynią Polski w tej konkurencji w 1956 i brązową medalistką w 1955. Osiem razy poprawiała rekord Polski doprowadzając go do wyniku 15,06 m (17 lipca 1960 w Poznaniu). Jako pierwsza Polka przekroczyła granicę 14 i 15 metrów.
Reprezentowała Polskę podczas finałów Pucharu Europy w 1965 i 1967.
Rekordy życiowe:
- pchnięcie kulą - 15,06 m
- rzut dyskiem - 44,37 m

Przez większość kariery była zawodniczką Wybrzeża Gdańsk.
Pochowana na cmentarzu katolickim w Sopocie (kwatera C4-B-37).

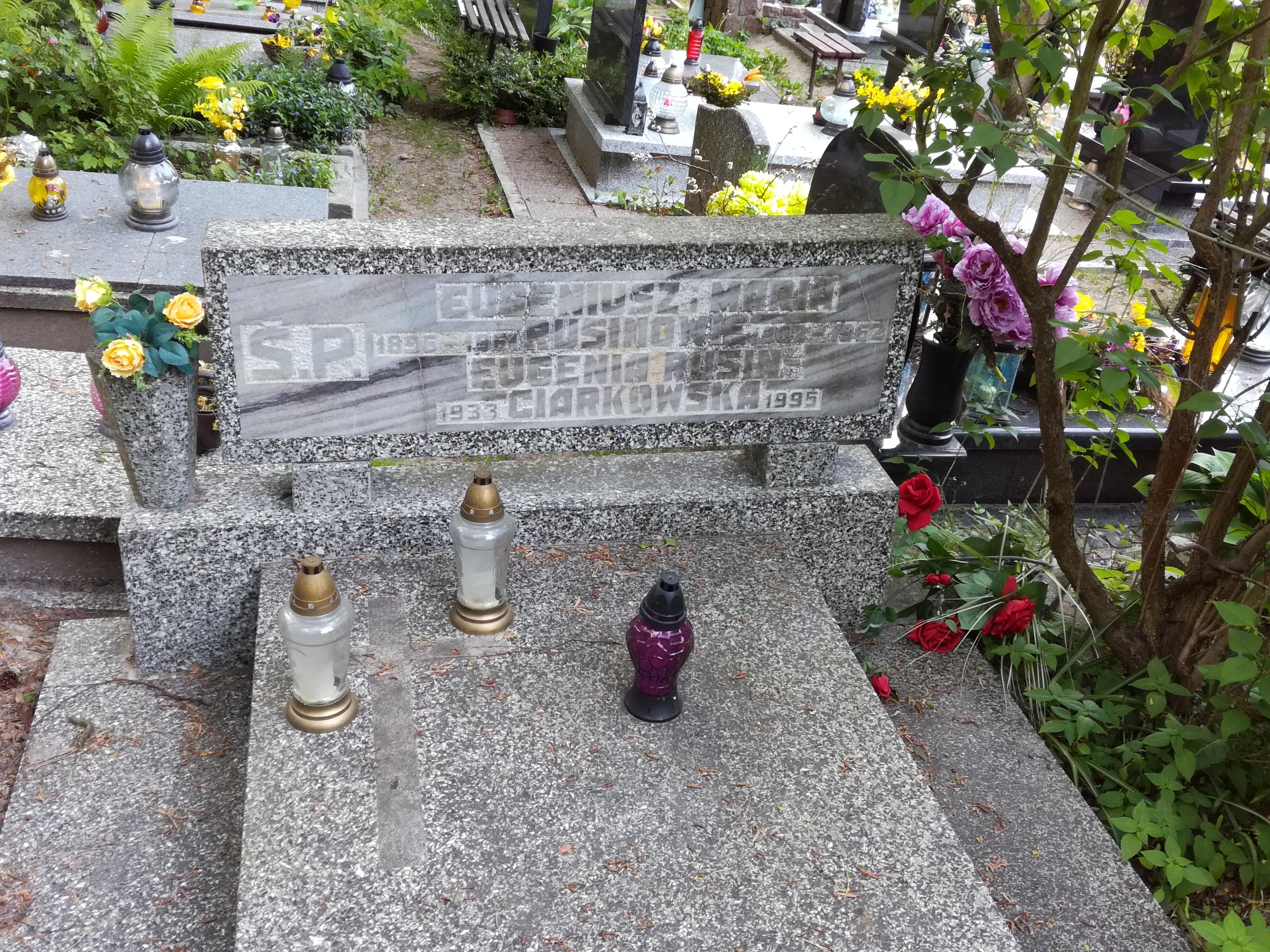
Grób Eugenii Rusin-Ciarkowskiej na cmentarzu katolickim w Sopocie